# Murina
Murina ist eine Fledermausgattung aus der Familie der Glattnasen (Vespertilionidae). Sie werden meist als eigene Unterfamilie geführt. Sie beinhaltet über 30 Arten, die im östlichen, südlichen und südöstlichen Asien sowie in Australien leben.

## Merkmale
Die Arten der Gattung Murina ähneln denen der Gattung Myotis im Aussehen, besitzen allerdings deutlich zu kurzen Röhren vergrößerte Nasen. Die Füße sind klein, die Ohren sind groß und kurz. Die Schwanzflughaut ist mit Haaren besetzt.
| 2 | · | 1 | · | 2 | · | 3 | = 34 |
| 3 | · | 1 | · | 2 | · | 3 | = 34 |

Auch der Schädel entspricht dem der Gattung Myotis. Er ist vergleichsweise lang und schmal und steigt graduell von der Schnauzenregion zum Hirnschädel an. Die Arten besitzen jeweils zwei Schneidezähne (Incisivi), einen Eckzahn (Caninus), zwei Vorbackenzähne (Praemolares) und drei Backenzähne (Molares) in einer Oberkieferhälfte. Im Unterkiefer ist ein Schneidezahn pro Kieferhälfte mehr vorhanden, insgesamt besitzen die Tiere entsprechend 34 Zähne. Den oberen Schneidezähnen fehlen die hinteren (posterioren) Zahnspitzen und der äußere Schneidezahn ist größer als der innere. Der kleine vordere Prämolar P2 zwischen dem Eckzahn und dem hinteren größeren Prämolaren P4 ist teilweise sehr gut ausgebildet. Der erste und der zweite obere Molar besitzt eine quadratische Krone, der Hypercone fehlt und die vorderen Styli sind vergleichsweise klein oder reduziert, wodurch die „W“-Form der Schmelzstruktur unvollständig ist. Der dritte obere Molar ist kurz und schmal.

## Lebensweise
Über die Lebensweise der meisten Arten der Gattung ist wenig bekannt. Sie leben oft in hügeligem Gebiet und sind wie die meisten Fledermäuse nachtaktiv, dabei ernähren sie sich wahrscheinlich vor allem von Insekten. Tagsüber rasten sie in kleinen Gruppen, oft unter Blättern in der Vegetation oder in Höhlen.

## Gattungen und Arten
Die Gattung Murina wurde 1842 von John Edward Gray beschrieben. Innerhalb der Gattung werden mehr als 30 Arten unterschieden:
- die Bronzefarbene Röhrennasenfledermaus (Murina aenea) lebt auf der Malaiischen Halbinsel und Borneo.
- Murina annamitica in Südostasien.[3]
- die Kleine Röhrennasenfledermaus (Murina aurata) unterscheidet sich durch ihr gelbliches Fell von den anderen Arten. Sie lebt in Südchina, Nordindien, Myanmar und Thailand.
- Murina balaensis aus dem südlichen Thailand.[4]
- Murina beelzebub[5]
- Murina beibengensis lebt in Xizang.[6]
- Murina chayuensis kommt in Xizang vor.[7]
- die Rundohr-Röhrennasenfledermaus (Murina cyclotis) kommt von Sri Lanka bis zu den Philippinen und den Kleinen Sunda-Inseln vor.
- Murina fanjingshanensis aus Guizhou.[8]
- Murina feae in Südostasien (Murina cineracea[5] ist als Synonym dieser Art eingestuft.)[3]
- Murina fionae in Südostasien.[3]
- die Flores-Röhrennasenfledermaus (Murina florium) ist von Sulawesi bis Neuguinea und dem nordöstlichen Queensland verbreitet.
- die Dunkle Röhrennasenfledermaus (Murina fusca) kommt nur in der Mandschurei vor.
- die Zierliche Röhrennase (Murina gracilis) ist auf Taiwan endemisch.
- Murina grisea bewohnt ein kleines Gebiet im nördlichen Indien (Uttarakhand). Die Art wurde seit über 100 Jahren nicht gesichtet und ist möglicherweise bereits ausgestorben, die IUCN listet sie als stark bedroht.
- die Harrison-Röhrennasenfledermaus (Murina harrisoni; Murina eleryi aus dem nördlichen Vietnam.[9] und Laos wird als Synonym betrachtet)[3]
- die Hilgendorf-Röhrennasenfledermaus (Murina hilgendorfi)
- Murina hkakaboraziensis kommt in den Bergen des nördlichen Myanmar vor.[10]
- die Weißbauch-Röhrennasenfledermaus (Murina huttoni) kommt vom nördlichen Indien bis Malaysia vor.
- Murina jinchui ist in der chinesischen Provinz Sichuan heimisch.[11]
- die Rötliche Röhrennasenfledermaus (Murina leucogaster) lebt im südlichen Sibirien, in China und Japan.
- Murina medogensis stammt aus Tibet.[6]
- Murina milinensis wurde in Xizang nachgewiesen.[6]
- die Taiwanesische Röhrennasenfledermaus (Murina puta) ist auf Taiwan endemisch. Die Art gilt als gefährdet.
- die Goldene Röhrennasenfledermaus (Murina rozendaali) lebt nur auf Borneo.
- die Ryukyu-Röhrennasenfledermaus (Murina ryukyuana)
- die Japanische Röhrennasenfledermaus (Murina silvatica) ist in Japan endemisch.
- die Braune Röhrennasenfledermaus (Murina suilla) zählt mit einem Gewicht von 3 bis 4 Gramm zu den kleinsten Arten. Sie lebt auf der Malaiischen Halbinsel, Sumatra, Borneo und Java.
- die Düstere Röhrennase (Murina tenebrosa) ist nur durch ein einziges Exemplar von der japanischen Insel Tsushima bekannt. Die IUCN listet die Art als vom Aussterben bedroht.
- die Scully-Röhrennasenfledermaus (Murina tubinaris) ist vom nördlichen Pakistan bis Vietnam verbreitet.[5]
- die Ostsibirische Röhrennasenfledermaus (Murina ussuriensis) ist im südöstlichen Sibirien, den Kurilen, Sachalin und Korea beheimatet. Aufgrund der Zerstörung ihres Lebensraums gilt die Art als bedroht.
- Murina walstoni[5]
- Murina yuanyang[12]
- Murina yadongensis ist in Xizang verbreitet.[6]
- Murina yushuensis[13]

## Belege
1. 1 2 3  Don E. Wilson: Murina. In: Andrew T. Smith, Yan Xie: A Guide to the Mammals of China. Princeton University Press, 2008; S. 383 ff. ISBN 978-0-691-09984-2.
2. ↑  Don E. Wilson & DeeAnn M. Reeder (Hrsg.): Murina in Mammal Species of the World. A Taxonomic and Geographic Reference (3rd ed).
3. 1 2 3 4  Charles M. Francis, Judith L. Eger Acta: A Review of Tube-Nosed Bats (Murina) from Laos with a Description of Two New Species. Chiropterologica 14(1), 2012; S. 15–38. doi:10.3161/150811012X654231.
4. ↑  Soisook, Pipat, Sunate Karapan, Chutamas Satasook & Paul J. J. Bates. 2013. A New Species of Murina (Mammalia: Chiroptera: Vespertilionidae) from Peninsular Thailand. Zootaxa. 3746(4): 567–579.
5. 1 2 3 4  Gabor Csorba; Nguyen Truong Son; Ith Saveng; Neil M. Furey: Revealing Cryptic Bat Diversity: Three New Murina and Redescription of M. tubinaris from Southeast Asia. Journal of Mammalogy 92 (4), 2011; S. 8891–904. doi:10.1644/10-MAMM-A-269.1, Volltext
6. 1 2 3 4  Tao Luo, Ming-Le Mao, Chang-Ting Lan, Zi-Fa Zhao, Zhong-Lian Wang, Jing Yu, Jia-Jia Wang, Chen-Rui Yan, Ning Xiao und Jiang Zhou: Four new tube-nosed bat species of the genus Murina (Chiroptera, Vespertilionidae) from Xizang Autonomous Region, China, based on morphological and molecular data. Zoosystematics and Evolution 101 (3), 2025, S. 1023-1055, doi:10.3897/zse.101.144375.
7. ↑  Pengfei Luo, Mingle Mao, Chengrui Yan, Qingqing He, Qin Yang, Huaiqing Deng, Ning Xiao und Jiang Zhou: A new species of the genus Murina (Chiroptera, Vespertilionidae) from the Southeastern Qinghai-Tibetan Plateau, China. Zoosystematics and Evolution 101 (3), 2025, S. 983–997, doi:10.3897/zse.101.147349.
8. ↑  Fang He, Ning Xiao and Jiang Zhou. 2016. A New Species of Murina from China (Chiroptera: Vespertilionidae). Cave Research. 2: 2
9. ↑  Furey, N.M.; Thong, V.D.; Bates, P.J.J.; Csorba, G. 2009. Description of a new species belonging to the Murina 'suilla-group' (Chiroptera: Vespertilionidae: Murininae) from north Vietnam. Acta Chiropterologica. 11 (2): 225-236.
10. ↑  Pipat Soisook, Win Naing Thaw, Myint Kyaw, Sai Sein Lin Oo, Awatsaya Pimsai, Marcela Suarez-Rubio and Swen C. Renner. 2017. A New Species of Murina (Chiroptera: Vespertilionidae) from sub-Himalayan Forests of northern Myanmar. Zootaxa. 4320(1); 159–172. doi:10.11646/zootaxa.4320.1.9
11. ↑  Wen-Hua Yu, Gabor Csorba und Yi Wu: Tube-nosed variations–a new species of the genus Murina (Chiroptera: Vespertilionidae) from China. Zoological Research 41 (1), 2020, S. 70–77, doi:10.24272/j.issn.2095-8137.2020.009
12. ↑  Xin Mou, Yishun Qian, Mei Li, Biao Li, Xiong Luo, Song Li: A New Species of Murina (Chiroptera: Vespertilionidae) from Yunnan, China. In: Animals. Band 14, Nr. 16, 15. August 2024, ISSN 2076-2615, S. 2371, doi:10.3390/ani14162371, PMID 39199905, PMC 11350883 (freier Volltext) – (mdpi.com [abgerufen am 14. Oktober 2024]).
13. ↑  Xiaoyun Wang, Xuesong Han, Gábor Csorba, Yi Wu, Huaiqing Chen, Xiang Zhao, Zhengyi Dong, Wenhua Yu, Zhi Lu: A new species of Tube-nosed Bat (Chiroptera: Vespertilionidae: Murina ) from Qinghai–Tibet Plateau, China. In: Journal of Mammalogy. 23. Oktober 2024, ISSN 0022-2372, doi:10.1093/jmammal/gyae104.